# Java Community Process
Java Comunnity Process (neboli JCP) je proces používaný k vývoji různých součástí platformy Java. Byl vytvořen firmou Sun Microsystems, aby umožňoval dalším firmám podílet se na vývoji platformy Java.

## Organizace JCP
Každý požadavek na změnu nebo doplnění platformy je realizován v rámci tzv. „požadavku na změnu“ – Java Specification Request (JSR).
Pokud je požadavek na změnu schválen odpovídajícím výborem JCP, je vytvořena pracovní skupina, která pracuje na příslušné specifikaci.
Specifikace přitom prochází různými fázemi a schvalovacími procesy definovanými v rámci JCP.
Jak ve výborech JCP tak v pracovních skupinách JSR poté pracují zástupci různých firem.

## Výstupy JSR
Výstupem JSR je především dokument se specifikací, případně Java kód definující příslušná API. V případě schválení specifikace musí být vytvořena i tzv. Referenční implementace příslušné specifikace a sada testů kompatibility pro testování produktů implementujících danou specifikaci.